# Сюдянмаа, Юсси
Юсси Сюдянмаа (фин. Jussi Sydänmaa, более известный как Амен (Amen); 26 июня 1972, Эспоо) — финский рок-музыкант, бывший гитарист финской хард-рок группы Lordi. Выступал в костюме сына египетского бога Анубиса. Вплоть до 2022 года являлся вторым бессменным участником группы с официального момента создания (1996), помимо вокалиста и фронтмена Мистера Лорди. 6 мая 2022 года музыкант объявил о своём уходе из группы.

## Биография
Родился в Эспоо, однако детство провёл в городе Мянтсяля. Учился играть на гитаре с 5 лет. Первым альбомом в стиле хэви-метал, который услышал Юсси, был Lick It Up известной в то время группы Kiss. Пробовал себя в различных группах, однако успеха с ними не мог добиться и на некоторое время прекратил свою музыкальную карьеру.
После прекращения музыкальной деятельности учился в университете на журналиста, затем работал на радио. В 2003 году окончил факультет медиа-технологий, но к тому моменту уже нашёл своё призвание, играя в группе Lordi.

## Образ
Настоящее имя персонажа Амена - Амон-Ра. Родился он в Карнате, Египет. Был правителем шестой династии Египта и убийцей, имел несколько жён и много детей. Пришёл к власти в 2184 г. до н. э., после неудачной попытки убийства его прикончили мятежные прислужники. На лице Амена два глубоких изуродовавших пореза, из-за которых он вынужден вечно показывать зубы.

## Дискография
Курсивом помечены сборники, жирным выделены студийные альбомы.

### Lordi
- 1997 — Bend Over and Pray the Lord (не издавался официально)
- 2002 — Get Heavy
- 2004 — The Monsterican Dream
- 2005 — The Monster Show
- 2006 — The Arockalypse
- 2008 — Deadache
- 2009 — Zombilation - The Greatest Cuts
- 2010 — Babez For Breakfast
- 2012 — Scarchives vol. 1 (DVD содержит перовое их шоу Get Heavy, а на CD самый первый альбом 1997 года «Bend Over And Pray The Lord»)
- 2013 — To Beast or Not to Beast
- 2014 — Scare Force One
- 2016 — Monstereophonic – Theaterror vs. Demonarchy
- 2018 — Sexorcism
- 2020 — Killection
- 2021 — Lordiversity

### Amen-Ra's Dynasty
- 2019 — Stone and Stars (SP)

## Интересные факты
- Является автором официального сайта Lordi.
- Принимал участие в записи саундтрека к игре Shadowgrounds.